# Cavalca la tempesta
Cavalca la tempesta è un libro di David Gemmell che conclude con questa quarta uscita la Saga dei Rigante
I quattro libri dei Rigante sono divisi in due mini serie. La prima è formata da Spada nella Tempesta e Falco di mezzanotte, i primi due libri della serie. La seconda invece è ambientata circa ottocento anni dopo i primi due libri e riguarda Cuore di corvo e Cavalca la tempesta.
I quattro libri si possono leggere anche separatamente.

## Trama
Alcuni anni dopo Cuore di Corvo reincontriamo i protagonisti che nel terzo romanzo della Saga dei Rigante erano ancora dei ragazzini e che qui sono maturati e divenuti uomini.
Adesso il regno è infestato dalla Guerra Civile e le due fazioni si scontrano senza tregua.
Da una parte ci sono i Monarchici che spingono per mantenere viva la figura del Re, dall'altra troviamo gli Alleati che invece vogliono una nuova soluzione politica all'interno del regno.
Tra i monarchici milita la fazione dei Redentori. Malvagi e ambiziosi, capitanati dall'astuto Winter Kay sono pronti a tutto pur di vincere la battaglia e di ritagliarsi un posto d'onore tra i vincitori.
Per farlo decidono di utilizzare un teschio ritrovato in una cittadina, dopo uno sterminio compiuto dai Redentori. Questo teschio. L'Orb apparteneva ad un'antica divinità chiamata Cernunnos e dona poteri enormi ai Redentori.
Cernunnos ha come unico scopo quello di risorgere e distruggere gli uomini, perché li considera un cancro per la terra.
Gaise Macon, conosciuto tra i rigante con il nome spirituale di Cavalca la Tempesta in questa guerra civile sostiene i Monarchici, ma scoprirà il pericolo rappresentato dai Redentori e dall'Orb e si unirà al suo odiato padre, il Moidart e ai Rigante capeggiati da Kaelin Ring per concentrare la difesa nel Nord, ai confini del territorio Rigante.
Anni prima il Clan rigante era perseguitato dal Moidart, adesso devono unire le forze per distruggere il male che si avvicina alle loro terre e che potrebbe cambiare per sempre la vita degli uomini.
Al loro fianco si schiererà anche la Wyrd, una donna che da sempre ha messo la sua magia positiva al servizio dei Rigante per aiutarli.

## Edizioni
- David Gemmell, Cavalca la Tempesta, traduzione di Nicola Gianni, collana Il Libro D'Oro, Fanucci Editore, 2004,  pp. 436, cap. 21, ISBN 88-347-0999-3.